# Арне Слот
Арне Слот (нід. Arne Slot; нар. 17 вересня 1978, Бергентгейм) — нідерландський колишній футбольний півзахисник та головний тренер команди «Ліверпуль». Перед цим працював в нідерландському «Феєнорді». Як тренер, Слот виграв Англійську Прем'єр-Лігу та Чемпіонат Нідерландів.

## Ігрова кар'єра
У дорослому футболі дебютував 1995 року виступами за команду «Зволле», в якій провів сім сезонів, взявши участь у 164 матчах чемпіонату. Більшість часу, проведеного у складі «Зволле», був основним гравцем команди.
Своєю грою за цю команду привернув увагу представників тренерського штабу клубу «НАК Бреда», до складу якого приєднався 2002 року. Відіграв за команду з Бреди наступні п'ять сезонів своєї ігрової кар'єри. Граючи у складі «НАК Бреда» також здебільшого виходив на поле в основному складі команди.
Протягом 2007—2009 років захищав кольори клубу «Спарта».
Завершував ігрову кар'єру у команді «Зволле», у складі якої її свого часу й розпочинав. Повернувся 2009 року, захищав кольори «Зволле» до припинення виступів на професійному рівні у 2013.

## Кар'єра тренера

#### Початок кар'єри
Завершивши кар'єру гравця, 2013 року залишився у клубній структурі «Зволле», де протягом сезону тренував молодіжну команду.
Згодом протягом 2014—2016 років був асистентом головного тренера в «Камбюрі», а 2017 року був запрошений на позицію асистента Джона ван ден Брома у тренерському штабі команди АЗ.
Влітку 2019 року після відходу ван ден Брома був призначений головним тренером АЗ. У першому ж сезоні самостійної тренерської роботи привів команду до «срібла» першості Нідерландів сезону 2019/20, що стало для неї найкращим результатом з часів переможного сезону 2008/09.

#### «Феєнорд»
15 грудня 2020 року призначений головним тренером нідерландського «Феєнорду» з початку сезону 2021–22. Вивів клуб до фіналу першого розіграшу Ліги Конференцій УЄФА, де 25 травня в Тирані команда програла італійський «Ромі» з рахунком 0–1. 21 квітня 2024 року разом «Феєнордом» став володарем Кубка Нідерландів, у фінальному матчі якого команда мінімально обіграла НЕК (1:0).

#### «Ліверпуль»
1 червня 2024 року очолив «Ліверпуль» як головний тренер. Слот повністю перейняв команду Клоппа, підписавши лише Федеріко К'єзу за два трансферні вікна. Тактика команди не зазнала суттєвих змін, окрім вищого пресингу на полі та тіснішої взаємодії захисників між собою.  
Дебютний сезон Слота в новому форматі Ліги Чемпіонів був успішним, адже «Ліверпуль» здобув сім перемог та одну поразку, завершивши груповий етап на першому місці в таблиці. Проте, в першому ж плей-оф протистоянні «червоні» поступились ПСЖ та вилетіли з турніру. В четвертому раунді Кубка Англії підопічні Слота сенсаційно вилетіли від Плімута з рахунком 1–0, який на момент матчу займав останню сходинку в Чемпіоншипі. Дебютним англійським фіналом для Арне Слота став матч проти Ньюкасла в Кубку Футбольної ліги, де «Ліверпуль» програв з рахунком 1–2. 
27 квітня 2025 року, «Ліверпуль» під керівництвом Арне Слота став чемпіоном Англії, здолавши на Енфілді лондонський «Тоттенгем» з рахунком 5–1. Слот став п'ятим тренером в АПЛ, який виграв чемпіонат у дебютному сезоні.

## Досягнення

### Командні досягнення
«Феєнорд»
- Чемпіон Нідерландів: 2022-23
- Володар Кубка Нідерландів: 2023-24

«Ліверпуль»
- Чемпіон Англії: 2024-25
- Фіналіст Кубку Футбольної ліги: 2024-25

### Персональні досягнення
- Тренер місяця англійської Прем'єр-ліги: листопад 2024[9]